# Тамез, Адриен
Адрие́н Фиде́ль Таме́з Аутса́ (фр. Adrien Fidele Tameze Aoutsa; род. 4 февраля 1994 года, Лилль) — французский футболист, полузащитник клуба «Торино».

## Клубная карьера
Адриен Тамез начал играть в юношеской команде своего родного города Лилля. В 2009 году подписал соглашение с «Нанси», и уже в сезоне 2013/14 дебютировал за основную команду этого клуба.
В январе 2015 года Тамез перешёл в «Валансьен», где сначала выступал за резервную команду, а 24 июля 2015 года подписал контракт с основной командой на три года. В сезоне 2015/16 провёл 21 матч и забил 1 мяч в Лиге 2. В сезоне 2016/17 был основным игроком «Валансьена», в Лиге 2 сыграл 35 матчей.
9 июня 2017 года Тамез перешёл в клуб «Ницца» из Лиги 1 за 800 тысяч евро и подписал контракт на четыре года. 23 ноября 2017 года он забил первый мяч в Лиге Европы, отличившись в матче с бельгийским клубом «Зюлте-Варегем» (3:1). В сезоне 2018/19 сыграл 26 матчей в чемпионате Франции. В сезоне 2018/19 провёл 37 матчей в чемпионате Франции, сделал три голевые передачи и получил 7 жёлтых карточек.

## Карьера в сборной
В составе юношеской сборной Франции он принимал участие в чемпионате Европы среди юношей до 17 лет в 2011 году, где провёл три матча. В том же году Томез провёл пять матчей на чемпионате мира среди юношеских команд в Мексике, где сборная Франция проиграла хозяевам в четвертьфинале.
20 августа 2018 года Тамез был впервые вызван тренером Кларенсом Зеедорфом в сборную Камеруна.